# Василіск Роко
Василіск Роко — це уявний експеримент, у якому стверджується, що штучний суперінтелект у майбутньому матиме стимул створити симуляцію віртуальної реальності, щоб мучити будь-кого, хто знав про його потенційне існування, але безпосередньо не сприяв його просуванню чи розвитку. Він виник у дописі 2010 року на форумі LessWrong. Назва експерименту походить від автора статті (Roko) і василіска, міфічної істоти, здатної знищувати ворогів своїм поглядом.